# David dans l'Islam
Dawud (arabe : دَاوُوْد (romanisé : Dāwūd) [daːwuːd]), dans l'Islam, est considéré comme un prophète et messager de Dieu (Allah), ainsi que comme un monarque juste, divinement nommé Royaume-Uni d'Israël. En outre, les musulmans honorent David pour avoir reçu la révélation divine du Zabur (Psaumes),. Dawud est considéré comme l'une des personnes les plus importantes de l'islam. Mentionné seize fois dans le Coran, David apparaît dans les écritures islamiques comme un maillon de la chaîne des prophètes qui ont précédé Mahomet. Bien qu'il ne soit généralement pas considéré comme l'un des prophètes « législateurs » (ulū al-ʿazm) « il est loin d'être une figure marginale » dans la pensée islamique. Dans les traditions islamiques ultérieures, il est loué pour sa rigueur dans la prière et le jeûne. Il est également présenté comme le prototype du dirigeant juste et comme le symbole de l'autorité de Dieu sur terre, ayant été à la fois roi et prophète.
David est particulièrement important pour l'architecture religieuse de la Jérusalem islamique. Dawud est connu comme le David biblique qui était, selon la Bible hébraïque, le deuxième roi du Royaume-Uni d'Israël et de Juda, régnant vers 1010-970 avant notre ère[réf. nécessaire].

## Nom
La forme arabe coranique de David est Dāwud ou Dāwūd, différente du grec moderne : Δαυίδ Koinè et syriaque : ܕܘܝܕ (qui suivent l'hébreu : דָּוִד (romanisé Dāwīd). Ces formes apparaissent seize fois dans le Coran.

## Récit dans le Coran
Le récit de David dans le Coran est, à bien des égards, parallèle à celui de la Bible. Nommé prophète (nabī) et aussi messager (rasūl), David figure dans les listes de ceux qui ont reçu de Dieu la révélation (waḥy ; Q4:163) ou une orientation (hudā ; Le Coran, « Le Bétail », VI, 84, (ar) الأنعام). Dans les deux listes, son nom apparaît à côté de celui de son fils Salomon. Ailleurs, le Coran explique que Dieu leur a donné à tous les deux les dons de « jugement sain » (ḥukm ; Le Coran, « Les Prophètes », XXI, 79, (ar) الأنبياء) et de « connaissance » (ʿilm ; Le Coran, « Les Prophètes », XXI, 79, (ar) الأنبياء ; Le Coran, « La Fourmi », XXVII, 15, (ar) النمل). Cependant, le Coran attribue également à David des mérites qui le distinguent de Salomon : David a tué Goliath (Le Coran, « La Vache », II, 251, (ar) البقرة) et a reçu une révélation divine nommée « les Psaumes » (Le Coran, « Le Voyage nocturne », XVII, 55, (ar) الإسراء utilise une forme indéfinie, tandis que Le Coran, « Les Prophètes », XXI, 105, (ar) الأنبياء utilise la forme définie al-Zabūr), probablement une référence aux Psaumes ou au Psautier (le terme Zabūr est peut-être lié au terme hébreu mizmōr ou syriaque mazmūrā, « psaume »). Les montagnes et les oiseaux louent Dieu avec David Le Coran, « Les Prophètes », XXI, 79, (ar) الأنبياء ; dans Le Coran, « Saba », XXXIV, 10, (ar) سبأ Dieu leur ordonne de le faire ; cf. Psaume 148:7–10). Dieu a fait de David un « vice-gérant » (khalīfa ; Le Coran, « Sad », XXXVIII, 26, (ar) ص), un titre que le Coran ne donne par ailleurs qu'à Adam (Le Coran, « La Vache », II, 30, (ar) البقرة). Ce titre suggère que, selon le Coran, David était plus qu'un messager : il était un dirigeant divinement guidé qui a établi le règne de Dieu sur Terre. Ce rôle est aussi suggéré par Le Coran, « La Vache », II, 251, (ar) البقرة : « Dieu lui a donné l'autorité (mulk) et la sagesse (ḥikmah) et lui a enseigné ce qu'il voulait. Si Dieu ne repoussait pas certains peuples par d'autres, la terre se corromprait. »
Parmi les choses enseignées à David figure la capacité à fabriquer des armures (Le Coran, « Les Prophètes », XXI, 80, (ar) الأنبياء, Le Coran, « Saba », XXXIV, 10–11, (ar) سبأ), ce qui suggère que les exploits militaires de David sont l'œuvre de Dieu. Il est également important de noter que la référence coranique à la « sagesse » de David a parfois été expliquée par les exégètes classiques comme étant le don de prophétie. Le Coran établit également un lien entre David et Jésus, en insistant sur le fait que tous deux ont maudit les juifs qui ne croyaient pas à leur prophétie (Le Coran, « La Table », V, 78, (ar) المائدة). En outre, selon le Coran, David a reçu la capacité de distinguer le vrai du faux lorsqu'il rend la justice (faṣl al-khiṭāb, Le Coran, « Sad », XXXVIII, 20, (ar) ص). De plus, il est fait allusion à une épreuve à laquelle David a été soumis, au cours de laquelle il a prié et s'est repenti, et Dieu lui a pardonné (Le Coran, « Sad », XXXVIII, 24-5, (ar) ص). La sourate Sad (le 38e chapitre du Coran) est également appelée « la sūrate de David. » Les exégètes expliquent que David s'étant prosterné pour demander à Dieu de lui pardonner, Mahomet a reçu l'ordre de l'imiter et de se prosterner en lisant ce chapitre.

## Signification religieuse
David est l'un des rares prophètes islamiques à avoir reçu la royauté. Alors que d'autres prophètes prêchaient sous le règne des rois, David, en son temps, était roi. Il s'est donc vu confier une tâche extrêmement importante : veiller à ce que le peuple de Palestine ne soit pas seulement tenu en échec sur le plan spirituel, mais aussi à ce que le pays lui-même reste fort. La place qu'il occupe en tant que chef et prophète est vénérée par tous les musulmans comme étant d'un rang extrêmement élevé. La figure de David, ainsi que celle de son fils prophétique, Salomon, sont emblématiques des personnes qui ont gouverné leur pays avec justice. Dans le Coran, Dieu mentionne fréquemment le rang élevé de David en tant que prophète et messager. Il est souvent mentionné aux côtés d'autres prophètes pour souligner sa grandeur. Par exemple, Dieu dit : 

« Nous lui donnâmes Isaac et Jacob et les guidâmes comme nous avions guidé Noé avant eux, et parmi ses descendants, David, Salomon, Job, Joseph, Moïse et Aaron. C'est ainsi que Nous récompensons les hommes droits et bienfaisants. »

— Quran 6:84

Lorsque le Calife Omar ibn al-Khattâb visita Jérusalem, le Patriarche Sophrone l'accompagna sur le Mont du Temple, tandis qu'il cherchait le Mihrab Dawud (niche de prière de David) pour y accomplir une prière. Plus tard, les commentateurs ont identifié ce site à la Tour de David. Dans un hadith, la prière et le jeûne de David sont mentionnés comme étant chers à Dieu.

« Narrateur : Abdullah bin 'Amr bin Al-'As : L'apôtre d'Allah m'a dit : « La prière la plus chère à Allah est celle de David et le jeûne le plus cher à Allah est celui de David. Il dormait la moitié de la nuit, puis priait un tiers de la nuit et dormait à nouveau la sixième partie de la nuit et jeûnait un jour sur deux. » »

— Muhammad al-Bukhari, Sahih al-Bukhari

### Le Livre de David
Le Zabur est le livre saint attribué à David par Dieu, tout comme Musa (Moïse) a reçu la Tawrat (Torah), Isa (Jésus) a reçu l'Injil (l'Évangile) et Muhammad a reçu le Coran. Dans la Bible hébraïque actuelle, le Zabur est connu sous le nom de Psaumes. Toutefois, comme d'autres écritures du passé, les Psaumes auraient été corrompus au fil du temps, une partie du message original ayant disparu. Néanmoins, les musulmans sont invités à traiter les Psaumes actuels avec un immense respect, car ils croient qu'il s'agit d'un livre de Dieu (Livre de Dieu). Le Coran stipule ce qui suit : 

« Ton Seigneur connaît tout ce qui est dans les cieux et sur la terre. Nous avons exalté certains prophètes par rapport aux autres ; et à David Nous avons donné le Livre des Psaumes. »

— Quran 17:55

### Primaire
- ʿAbdallah b. al-Mubārak, Kitāb al-Zuhd, éd. Ḥ. R. al-Aʿẓami, Beyrouth nd, 161-4
- Ahmad b. Hanbal, al-Zuhd, Le Caire 1987, 111-2, 114, 134
- RG Khoury, Wahb b. Munabbih (Codices arabici antiqui i), Wiesbaden 1972 (avec bibliographie)
- id., Les légendes prophétiques dans l'Islam depuis le Ier jusqu'au IIIe siècle de l'hégire (Codices arabici antiqui iii), Wiesbaden 1978, 157-74
- Hibat Allah b. Salāma, al-Nāsikh wa-l-mansūkh (en marge de Wāḥidī, Asbāb), Le Caire 1316/1898-9, 262
- Ibn Qudāma al-Maqdisī, Kitāb al-Tawwābīn, éd. ʿA.Q. Arnāʾūṭ, Beyrouth 1974
- Majlisī, Biḥār al-anwār, Beyrouth 1983, xiv, 1-64 ; lxxiv, 39-44
- Muqātil, Tafsīr, i, 423 ; ii, 87-8, 639-43 ; iii, 87-8, 298-9, 525-6
- Sibṭ Ibn al-Jawzī, Mirʾāt, i, 472-92
- Suyuṭī, Durr, vii, 148-76
- Ṭabarī, Tafsīr, v, 360-76
- Ṭabarsī, Majmaʿ

### Secondaire
- A. Geiger, Judaïsme et islam, Madras 1898, 144-5
- E. Margoliouth, Le condamné dans la Bible, déculpabilisé dans le Talmud et le Midrash (hébreu), Londres 1949, 60-7
- FA Mojtabāʾī, Dāwūd, dans Encyclopædia Iranica, vii, 161-2
- R. Paret, Dāwūd, in ei2, ii, 182
- Y. Zakovitch, David. Du berger au Messie (hébreu), Jérusalem 1995 (voir notamment Annexe A par A. Shinʾan, 181-99)